# Идајна (Мисури)
Идајна (енгл. Edina) град је у америчкој савезној држави Мисури.

## Демографија
По попису из 2010. године број становника је 1.176, што је 57 (-4,6%) становника мање него 2000. године.
| Група             | 2000.         | 2010.         |
| Белци             | 1.190 (96,5%) | 1.153 (98,0%) |
| Афроамериканци    | 1 (0,1%)      | 5 (0,4%)      |
| Азијати           | 2 (0,2%)      | 1 (0,1%)      |
| Хиспаноамериканци | 8 (0,6%)      | 7 (0,6%)      |
| Укупно            | 1.233         | 1.176         |